# Mill City (California)
Mill City (chiamata anche Pine City) è un insediamento abbandonato nella Contea di Mono in California. Si trova a 14 km ovest sudovest dal Monte Morrison e 0,8 km sud ovest di Old Mammoth, a un'altitudine di 2536 m.